# Калье-є Мансуріє-є Джадід
Калье-є Мансуріє-є Джадід (перс. قلعه منصوريه جديد) — село в Ірані, у дегестані Базарджан, у Центральному бахші, шагрестані Тафреш остану Марказі. За даними перепису 2006 року, його населення становило 12 осіб, що проживали у складі 4 сімей.